# Harrington, Delaware
Harrington är en stad i Kent County i Delaware.
Orten grundades 1780 av Benjamin Clark och uppkallades efter honom som Clarks Corner. Namnbytet till Harrington, efter Samuel Maxwell Harrington, skedde 1862. Harrington blev stad 1869.